# سیاه‌توکای چینی
سیاه‌توکای چینی (نام علمی: Turdus mandarinus) یکی از اعضای تیرهٔ توکایان (Turdidae) است. در گذشته، با پرنده سیاه‌توکای معمولی (T. merula) هم‌گونه در نظر گرفته می‌شد.